# Надмалий підводний човен

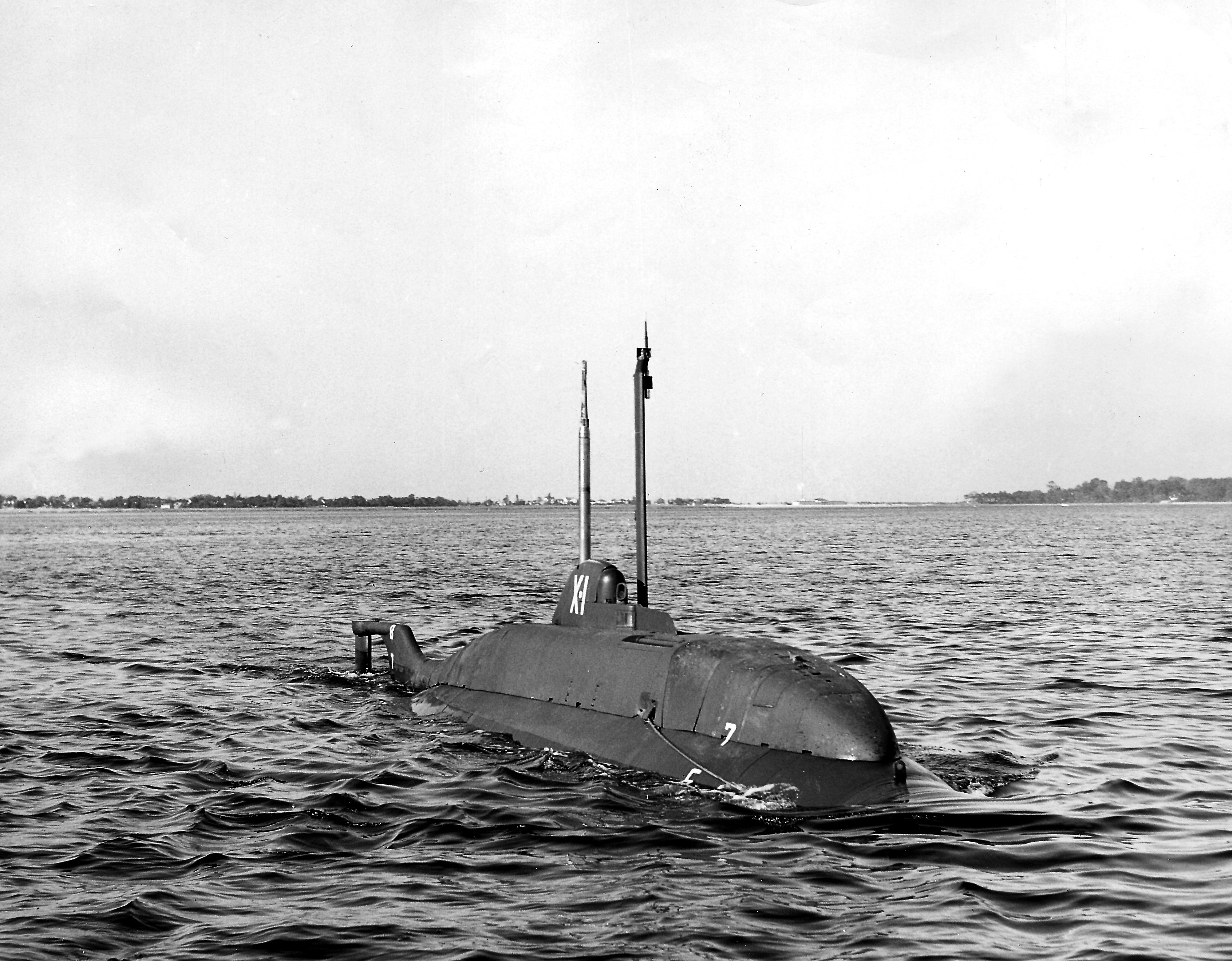
Американський надмалий підводний човен X-1 під час морських випробувань

Надмалий підводний човен (також використовується назва мінісубмарина) — це будь-який підводний човен тоннажністю меншою 150 тонн. Його екіпаж зазвичай складається з одного-двох, іноді до 6-9 осіб.  Має низьку автономність через малі запаси палива, а також через відсутність умов для тривалого перебування екіпажу на борту. Зазвичай надмалі підводні човни запускаються та приймаються на борт корабля чи  судна-носія, на яких власне розмішується екіпаж мінісубмарин та обслуговчий персонал. Можуть мати як військове так і цивільне призначення.
Ранні субмарини такі як «Голланд» (1897, США) нині б розглядалися як надмалі.

## Військові надмалі підводні човни

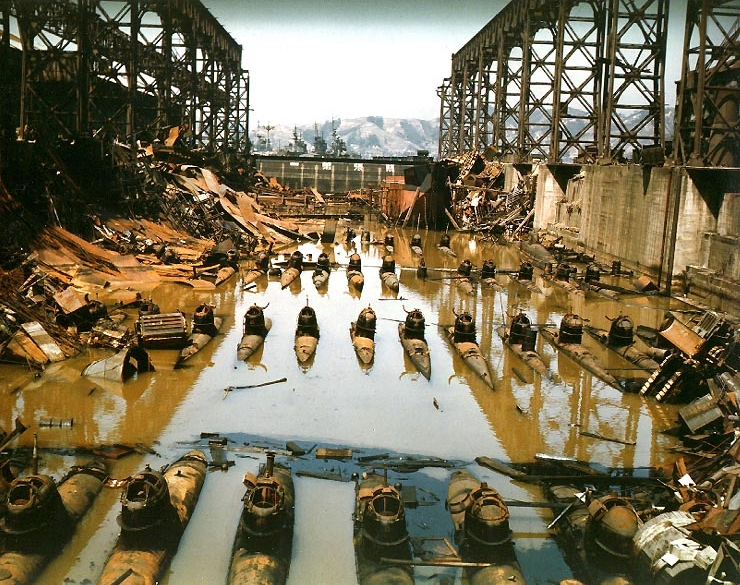
Покинуті японські надмалі підводні човни у сухому доці на базі у Куре, 1946

Найбільшу відомість надмалі підводні човни отримали як інструмент проникнення у захищенні гавані, хоча у Японії вони початково призначалися для участі у діях флоту у відкритому морі. Використовувались і продовжують використовувати для доправлення на ворожий берег диверсантів.  Також використовувались для розвідки, доставлення припасів. Сучасні  надмалі підводні човни часто призначені для підводних рятувальних операцій.

### Озброєння
Надмалі підводні човни зазвичай озброювалися торпедами і мінами. Якщо вони є підводними буксирувальниками, то зазвичай несуть заряди для дистанційного підриву.

## Цивільне використання

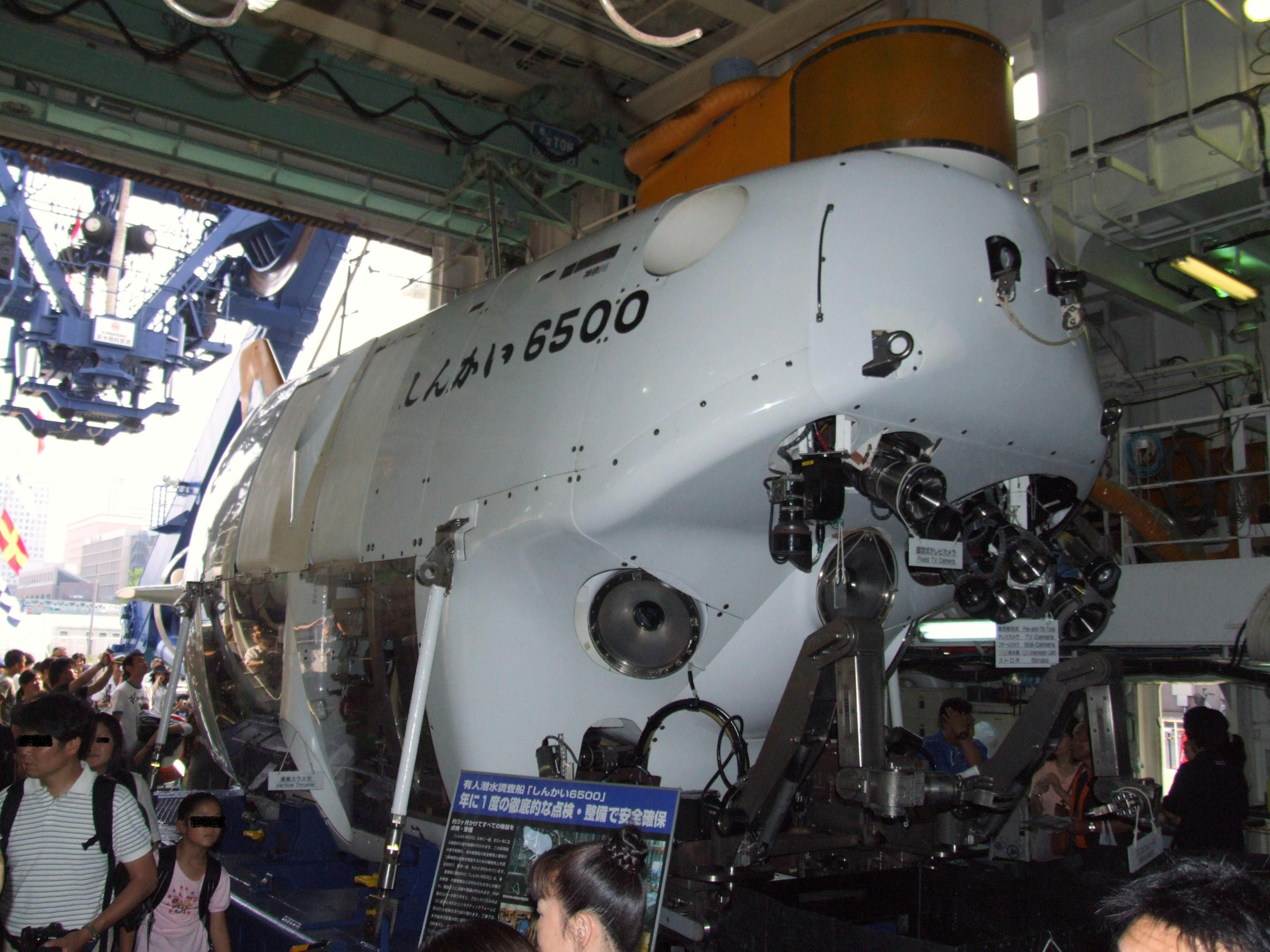
Японський підводний апарат для досліджень «Shinnkai»

У цивільному використанні, надмалі підводні човни зазвичай називають підводними апаратами, комерційні підводні апарати використовуються, наприклад, для підводних технічних робіт, досліджень, включаючи археологічні. Іноді використовуються з рекреаційною метою, наприклад для обслуговування туристів. Зростає кількість підводників-аматорів, які самостійно будують надмалі підводні човни як хобі.